# برق در ارمنستان

تولید برق ارمنستان

برق در ارمنستان (انگلیسی: Electricity sector in Armenia) شامل چندین شرکت فعال در تولید و توزیع برق است. تولید توسط چندین شرکت دولتی و خصوصی انجام می‌شود. در سال ۲۰۲۰ کمتر از یک چهارم انرژی در ارمنستان برق بود. از سال ۲۰۱۶، اکثر تولید برق در این کشور خصوصی شده و تحت مالکیت شرکت‌های خارجی (توسط شرکت‌های روسی و آمریکایی) است که نتیجه قانونی تصویب شده در سال ۱۹۹۸ است که اجازه خصوصی‌سازی تولید و توزیع برق در کشور را می‌دهد. اداره، قوانین دولتی و سیاست این بخش توسط وزارت زیرساخت‌های انرژی و منابع طبیعی ارمنستان انجام می‌شود. تنظیم این بخش توسط کمیسیون تنظیم مقررات خدمات عمومی ارمنستان انجام می‌شود.
ارمنستان هیچ گونه ذخایر سوخت فسیلی ندارد، بنابراین به واردات گاز از روسیه و ایران و واردات سوخت هسته ای از روسیه متکی است که روی هم تقریباً ۶۶ درصد از تولید برق را به همراه دارد. ارمنستان تولیدکننده خالص برق است و از سال ۲۰۱۴ بیش از ۱٫۳ میلیارد کیلووات ساعت برق در سال به ایران، گرجستان و آرتساخ صادر کرده است.
سرمایه‌گذاری‌های بزرگی در بخش برق در ارمنستان در دهه ۲۰۰۰ انجام شده است که شامل ساخت نیروگاه حرارتی ایروان با سیکل ترکیبی ۲۴۷ میلیون دلاری است که در سال ۲۰۱۰ تکمیل شد، دریافت وام ۵۲ میلیون دلاری از بانک جهانی در سال ۲۰۱۵ برای بهبود قابلیت اطمینان توزیع برق در سراسر ارمنستان، و سرمایه‌گذاری ۴۲ میلیون دلاری در سال ۲۰۱۶ توسط شبکه‌های برق ارمنستان برای تعمیر شبکه‌های توزیع برق بود.
در ژوئن ۲۰۱۶، پارلمان ارمنستان قانون «صرفه‌جویی در انرژی و انرژی‌های تجدیدپذیر» را به‌روزرسانی کرد که استفاده از انرژی خورشیدی را در کشور تشویق می‌کند و به کاربران سیستم‌های خورشیدی با ظرفیت ۱۵۰ کیلووات یا کمتر اجازه می‌دهد تا انرژی اضافی خود را به شبکه برق بازگردانند. ولتاژ در ارمنستان ۲۲۰ ولت AC با فرکانس ۵۰ هرتز است. ارمنستان از دوشاخه‌های نوع C و F که مطابق با استاندارد اروپایی هستند، استفاده می‌کند.

## ظرفیت نصب شده برای تولید برق
بر اساس گزارش آژانس بین‌المللی انرژی در سال ۲۰۱۵، تولید برق در ارمنستان از سال ۲۰۰۹ به نزدیک به ۸۰۰۰ گیگاوات ساعت افزایش یافت، اما همچنان زیر سطح ۱۹۹۰ باقی مانده است. همچنین در سال ۲۰۱۵ ارمنستان بیش از دو برابر بیشتر از سال ۲۰۰۹ گاز طبیعی مصرف کرده است
ارمنستان فاقد منبع انرژی فسیلی است و به شدت به تولید برق از یک نیروگاه هسته ای و نیروگاه‌های برق آبی متکی است و از سوخت‌های فسیلی وارداتی برای راه اندازی نیروگاه‌های حرارتی استفاده می‌کند. انرژی خورشیدی و تولید انرژی بادی تنها بخش کوچکی از کل تولید برق است.
از مجموع ۳۲۱۳٫۲ مگاوات ظرفیت نصب‌شده در ارمنستان، بخش عمده‌ای از تولید برق از نیروگاه هسته‌ای متسامور با ۳۸٪، ۳۳٪ از نیروگاه‌های برق‌آبی، ۲۲٪ از نیروگاه‌های گازسوز و باقی‌مانده ۷٪ از سایر منابع تجدیدپذیر تأمین می‌شود. ارقام مشابهی از گزارش‌های منتشرشده توسط شبکه‌های برق ارمنستان به‌دست آمده است؛ برای دوره زمانی ۰۱٫۰۱٫۲۰۱۲ تا ۳۰٫۰۶٫۲۰۱۷، توزیع کلی تأمین برق به شرح زیر بود: هسته‌ای - ۳۵٫۸٪، برق‌آبی - ۳۵٫۶٪، گاز فسیلی - ۲۸٫۵٪.
ظرفیت پایه برق توسط نیروگاه هسته‌ای متسامور تأمین می‌شود، در حالی که تنظیم بار روزانه توسط هر دو سد برق‌آبی سوان-هرازدان و سد برق‌آبی آبشار وروتان انجام می‌شود. نیروگاه‌های مذکور منابع اصلی تولید انرژی داخلی هستند، در حالی که نیروگاه‌های سوخت فسیلی به گاز وارداتی وابسته‌اند.

## انرژی هسته ای
نیروگاه هسته‌ای ۳۸٪ از برق ارمنستان را از طریق یک رآکتور هسته‌ای فعال، واحد ۲ نیروگاه هسته‌ای متسامور، تأمین می‌کند. این رآکتور از نوع WWER-440 با تقویت‌های اضافی ضد زلزله است. این نیروگاه در سال ۱۹۷۶ ساخته شد و تنها نیروگاه هسته‌ای در منطقه قفقاز جنوبی است. با این حال، پس از زلزله اسپیتاک در سال ۱۹۸۸، فعالیت این نیروگاه متوقف شد و این یکی از دلایل بحران انرژی ارمنستان در دهه ۱۹۹۰ بود. واحد دوم نیروگاه هسته‌ای متسامور در اکتبر ۱۹۹۵ دوباره راه‌اندازی شد و به دوران «سال‌های تاریک و سرد» پایان داد.
در حالی که ارمنستان تنها مالک این نیروگاه است، شرکت روسی United Energy Systems (UES) NPP متسامور را مدیریت می‌کند. سوخت هسته ای باید از روسیه وارد شود. مدرنی‌سازی نیروگاه هسته‌ای متسامور برای سال ۲۰۱۸ برنامه‌ریزی شده است که بهبود ایمنی و افزایش ظرفیت نصب‌شده به میزان ۴۰–۵۰ مگاوات را به همراه خواهد داشت.
ارمنستان همچنین در حال بررسی امکانات رآکتورهای مدولار کوچک است که به آن کشور انعطاف‌پذیری می‌دهد و این امکان را فراهم می‌کند تا یک نیروگاه هسته‌ای جدید را در مدت زمان کوتاهی بسازد. پیش از این گزارش شده بود که ارمنستان به دنبال یک راکتور جدید با ظرفیت ۱۰۶۰ مگاوات در سال ۲۰۲۶ است.
ارمنستان یک واحد هسته‌ای VVER-440 طراحی‌شده توسط شوروی را در نیروگاه متسامور راه‌اندازی کرده است که بیش از ۴۰٪ از نیازهای انرژی کشور را تأمین می‌کند. اتحادیه اروپا و ترکیه نگرانی‌هایی دربارهٔ ادامه فعالیت این نیروگاه ابراز کرده‌اند. وزیر انرژی ارمنستان اعلام کرده است که یک مطالعه امکان‌سنجی به ارزش ۲ میلیارد دلار برای ساخت یک نیروگاه هسته‌ای جدید با ظرفیت ۱۰۰۰ مگاوات به‌طور مشترک با روسیه، ایالات متحده و آژانس بین‌المللی انرژی اتمی (IAEA) انجام خواهد شد. روسیه موافقت کرده است که این نیروگاه را بسازد و در ازای آن مالکیت اقلیتی از آن را دریافت کند. علاوه بر این، ایالات متحده نیز تعهد خود را برای کمک به ارمنستان در انجام مطالعات اولیه اعلام کرده است.

## یادداشت ها
1. ↑  Figure is the combined transmission and distribution loss.
2. ↑  Figure is the combined transmission and distribution loss.